# 施普伦贝格
施普伦贝格（德語：Spremberg，發音：[ˈʃpʁɛmˌbɛʁk] ⓘ，發音：[ˈɡrɔtk]，發音：[ˈɡru.dɛk]）是德国勃兰登堡州施普雷-尼斯县的城市，面积202.32平方千米，2023年12月31日人口为21,497人。